# Hymenobactron desmazieri
Hymenobactron desmazieri är en svampart som först beskrevs av Castagne, och fick sitt nu gällande namn av Franz Xaver von Höhnel 1929. Hymenobactron desmazieri ingår i släktet Hymenobactron, divisionen sporsäcksvampar och riket svampar.   Inga underarter finns listade i Catalogue of Life.